# Bedford Island
Bedford Island ist eine 1,5 km lange Insel vor der Westküste der Antarktischen Halbinsel. Im Archipel der Biscoe-Inseln liegt sie am südlichen Ende der Gruppe der Barcroft-Inseln.
Kartiert wurde die Insel anhand von Luftaufnahmen der Falkland Islands and Dependencies Aerial Survey Expedition (1956–1957). Das UK Antarctic Place-Names Committee benannte sie nach dem britischen Physiker Thomas Bedford (1875–unbekannt), der sich mit dem Einfluss des physikalischen Umfelds auf den menschlichen Körper auseinandersetzte.